# Pyrota concinna
Pyrota concinna är en skalbaggsart som beskrevs av Thomas Casey 1891. Pyrota concinna ingår i släktet Pyrota och familjen oljebaggar. Inga underarter finns listade i Catalogue of Life.